# 공포의 지형학
공포의 지형학(독일어: Topographie des Terrors)은 독일 베를린에 있는 전시관이다. 나치 독일의 테러를 기록하고 조사하기 위해 1987년부터 시작했다. 2010년에는 기록 센터가 개관하였다. 상설 전시와 특별 전시가 이루어지고 있으며, 야외 전시와 유적지의 역사에 대한 설명이 있는 부지도 있다.
1933년부터 1945년까지 나치 독일의 국가보안본부, 보안경찰 본부, 특수작전집단 본부, 게슈타포 본부가 있던 곳이다.